# Франклін (округ Венанго, Пенсільванія)
Франклін (англ. Franklin) — місто (англ. city) в США, в окрузі Венанго штату Пенсільванія. Населення — 6545 осіб (2010).

## Географія
Франклін розташований за координатами 41°22′59″ пн. ш. 79°49′56″ зх. д. / 41.38306° пн. ш. 79.83222° зх. д. (41.383030, -79.832088).  За даними Бюро перепису населення США в 2010 році місто мало площу 12,44 км², з яких 12,11 км² — суходіл та 0,33 км² — водойми.

## Демографія
Згідно з переписом 2010 року, у місті мешкало 6545 осіб у 2874 домогосподарствах у складі 1677 родин. Густота населення становила 526 осіб/км².  Було 3175 помешкань (255/км²).
Расовий склад населення:
| - 93,4 % — білих - 2,7 % — чорних або афроамериканців - 0,7 % — азіатів - 0,3 % — корінних американців |

До двох чи більше рас належало 2,5 %. Частка іспаномовних становила 1,3 % від усіх жителів.
За віковим діапазоном населення розподілялося таким чином: 21,6 % — особи молодші 18 років, 59,3 % — особи у віці 18—64 років, 19,1 % — особи у віці 65 років та старші. Медіана віку мешканця становила 42,4 року. На 100 осіб жіночої статі у місті припадало 86,0 чоловіків;  на 100 жінок у віці від 18 років та старших — 81,9 чоловіків також старших 18 років.
Середній дохід на одне домашнє господарство  становив 48 401 долар США (медіана — 35 602), а середній дохід на одну сім'ю — 59 591 долар (медіана — 48 892). Медіана доходів становила 41 196 доларів для чоловіків та 26 885 доларів для жінок. За межею бідності перебувало 20,8 % осіб, у тому числі 36,1 % дітей у віці до 18 років та 7,1 % осіб у віці 65 років та старших.
Цивільне працевлаштоване населення становило 2686 осіб. Основні галузі зайнятості: освіта, охорона здоров'я та соціальна допомога — 28,1 %, виробництво — 14,8 %, роздрібна торгівля — 14,0 %.